# دونالد درايفر
دونالد درايفر (بالإنجليزية: Donald Driver)‏ هو لاعب كرة قدم أمريكية أمريكي، ولد في 2 فبراير 1975 في هيوستن في الولايات المتحدة.

## وصلات خارجية
- دونالد درايفر على موقع مرجع كرة القدم المحترفة.كوم (الإنجليزية)
- دونالد درايفر على موقع IMDb (الإنجليزية)
- دونالد درايفر على موقع إن إن دي بي (الإنجليزية)